# Ralph Moorman
Ralph Moorman (Amsterdam, 26 maart 1966) is een Nederlands voormalig professioneel wielrenner. Hij was zowel op de weg als op de baan actief. Moorman was tweemaal Nederlands kampioen puntenkoers bij de amateurs.

## Belangrijkste overwinningen
1986
- Nederlands kampioen puntenkoers, Amateurs
- Ronde van Noord-Holland
- 5e etappe Ronde van België

1987
- Nederlands kampioen puntenkoers, Amateurs
- Nederlands kampioen ploegkoers, Amateurs (met Leo Peelen)
- Ronde van Zuid-Holland

1988
- Ronde van Zuid-Holland

## Grote rondes
Geen